# Sopheak Phouk
Sopheak Phouk, född 6 april 1984, är en friidrottare från Kambodja. Han deltog vid olympiska sommarspelen 2004.